# Bjärnå församling
Bjärnå församling var en av Finlands äldsta kristna församlingar men utgör sedan år 2009 ett församlingsområde inom Salo församling. Den hör till Åbo ärkestift i Evangelisk-lutherska kyrkan i Finland. 
Bjärnå församling har sitt ursprung i en fornsocken som under missionstiden på 1100-talet omvandlades till en stamsocken. Denna hade sitt centrum i Yliskylä. Socknen omnämns första gången år 1330.

## Series pastorum
De äldsta kända kyrkoherdarna i Bjärnå intill år 1640. Församlingen var regale 1352 men från 1441 under Nådendals kloster.
| Ämbetstid       | Namn                     | Levnadstid | Övrigt     |
| --------------- | ------------------------ | ---------- | ---------- |
| 1330            | Menekinus                |            | Curatus    |
| 1373            | Detmarus                 |            | Curatus    |
| 1408            | Olaf Mulle               |            | Kyrkoherde |
| 1449            | Olaf Andreae             |            | Kyrkoherde |
| 1508            | Henrik                   |            | Präst      |
| 1512            | Johannes Olavi           |            | Kyrkopräst |
| 1549            | Olof                     |            | Herr       |
| 1551, 1553-1557 | Matthias Henrici         |            |            |
| 1560-1570       | Nicolaus M.              |            |            |
| 1572-1585       | Joannes Grindenn         |            |            |
| 1585-1597       | Simon Ericj              |            |            |
| 1599-1617       | Josephus Michaelis       |            |            |
| 1622            | Henricus Canuti          |            |            |
| 1623-1630       | Henricus Georgii Kaskas  |            |            |
| 1632            | Henricus Canuti Sylvanus |            |            |